# Ventilago microcarpa
Ventilago microcarpa är en brakvedsväxtart som beskrevs av K, Schum.. Ventilago microcarpa ingår i släktet Ventilago och familjen brakvedsväxter. Inga underarter finns listade i Catalogue of Life.